# Târnova, Arad
Târnova là một xã thuộc hạt Arad, România. Dân số thời điểm năm 2002 là 6250 người.